# Tolypanthus
Tolypanthus é um género botânico pertencente à família Loranthaceae.